# لا فراسی ۱
لا فراسی ۱ (انگلیسی: La Ferrassie 1)، یک اسکلت نر نئاندرتال است که تخمین زده می‌شود ۵۸ تا ۵۰۰۰۰ سال سن داشته باشد.
این جمجمه در سایت La Ferrassie در فرانسه توسط لوئیس کاپیتان و دنیس پیرونی در سال ۱۹۰۹ کشف شد. این جمجمه با ظرفیت جمجمه ۱۶۴۱ سانتی‌متر مکعب، دومین جمجمه بزرگ انسان‌ها است که تا کنون کشف شده است، پس از آمود ۱.
جمجمه بسیاری از نمونه‌های «کلاسیک» آناتومی نئاندرتال را نشان می‌دهد، از جمله پیشانی کم و شیب‌دار و دهانه‌های بزرگ بینی. دندان‌ها به خوبی حفظ شده‌اند و دندان‌های ثنایا به‌شدت فرسوده شده‌اند، که نشان می‌دهد از آن‌ها برای نگه‌داشتن اجسام استفاده می‌شده است. استخوان‌های پا و پای او به وضوح نشان می‌دهد که نئاندرتال‌ها مانند انسان‌های امروزی راست راه می‌رفتند.